# Susana AbdulMajid
Susana AbdulMajid (* 7. Januar 1990 in Berlin) ist eine deutsche Schauspielerin.

## Leben
Susana AbdulMajid ist in Heidelberg aufgewachsen und hat Schauspiel an der Transform Schauspielschule in Berlin studiert. Im Anschluss arbeitete sie zunächst am Goethe-Institut und in diversen Asylheimen. 2014 beginnt sie eine Zusammenarbeit an der Schaubühne Berlin, woraufhin weitere Engagements in verschiedenen Häusern erfolgen, unter anderem am Schauspielhaus Wien und am Berliner Ensemble. Von 2014 bis 2016 war sie Teil des Kollektivs Zentrum für Politische Schönheit, sie arbeitete an einigen Aktionen am Maxim-Gorki-Theater in Berlin mit.
2018 spielte AbdulMajid in dem Film Jibril von Henrika Kull in der Hauptrolle Maryam. Der Film lief auf der Berlinale und brachte AbdulMajid erste Preisnominierungen für ihre Darstellung  für den Götz-George-Nachwuchspreis des First-Steps-Awards (2018) und für den Deutschen Schauspielpreis 2019 ein.
Susana AbdulMajid hat an der Freien Universität Berlin Kulturwissenschaften (Schwerpunkt: Arabische Literatur und Theater) studiert.

## Filmografie
- 2018: Jibril
- 2021: Égalité
- 2022: Doppelhaushälfte (Fernsehserie, 1 Folge)
- 2022: Der Spalter (Fernsehfilm)
- 2023: Polizeiruf 110: Du gehörst mir
- 2023: SOKO Potsdam (Fernsehserie, Folge Kleinod)
- 2023: Monolith
- 2024: Haltlos
- 2024: Tschugger (Fernsehserie, 4. Staffel)
- 2025: Die Einsamkeit der Großstädter*innen